# 최창의
최창의(崔昌義, 1961년 11월 ~ )는 교사 출신 3선 경기도교육의원으로 활동했다. 현재는 경기미래교육연구소 이사장, 세명대학교 특임교수를 맡고 있으며, 경기도율곡교육연수원 원장을 역임했다.
최창의(崔昌義, 1961년 11월 2일생)는 대한민국의 교육자이자 교육행정가로, 전라북도 김제에서 태어났습니다. 전주교육대학교와 홍익대학교 교육경영관리대학원을 졸업한 후, 1982년부터 경기도 내 초등학교에서 교사로 재직하며 '삶을 가꾸는 글쓰기 교육'을 실천하였습니다. 
교육 현장에서의 경험을 바탕으로, 교육시민운동에 적극 참여하였으며, 경기도 교육위원회 교육위원(4·5대)과 경기도의회 교육의원(8대)을 역임하며 3선 교육의원으로 활동하였습니다. 이후 경기도율곡교육연수원 원장, 세명대학교 특임교수, 경기미래교육연구소 이사장 등 다양한 직책을 맡아 교육 발전에 기여하였습니다.
최창의 도교육의원은 교육 현장과 정책 분야에서 다양한 활동을 펼쳐왔으며, 주변 인사들로부터 긍정적인 평가를 받고 있습니다.
2010년, 혁신학교 지정 시 주변 학생 수용 조건과 과밀학급 발생에 대한 대비책이 부족하다는 문제를 제기했습니다. 이는 교육 현장의 현실을 반영한 지적으로, 교육 정책의 개선을 위한 그의 적극적인 노력을 보여줍니다. 
2013년, 경기도의회 교육위원회에서 교원 승진제도의 전반적인 혁신 필요성을 강조했습니다. 그는 학교 관리 능력이 뛰어난 교원이 승진할 수 있도록 제도 개선을 촉구하며, 교육 현장의 질적 향상을 위해 노력했습니다.
경기도율곡교육연수원 원장으로 재직할 당시에는 "밥처럼 맛있는 연수"를 만들기 위해 노력했습니다. 이는 연수원의 급식이 우수하다는 평판을 반영한 표현으로, 연수 프로그램의 질적 향상을 위해 최선을 다했다는 평가를 받습니다. 
2014년도에 경기도교육감 선거에 출마를 선언하며, 혁신교육 완성을 위한 비전을 제시했습니다. 당시 그는 현장 교사와 교육정책 연구를 통해 쌓은 풍부한 경험을 바탕으로 경기도 교육의 발전을 도모하고자 했습니다.또한, 이재명 대선 후보 선거대책위원회에서 교육대전환위원회 부위원장을 맡아 교육 정책 개발에 참여했습니다. 
(사)행복한미래교육포럼의 대표로서 교육 시민운동을 주도하며, 마을교사 학습공동체 활동에도 힘쓰고 있습니다. 이를 통해 지역 사회와 연계한 교육 발전에 기여하고 있습니다.  2021년 10월, 행복한미래교육포럼은 '생명평화 음악회'를 개최하였습니다. 이 음악회를 통해 기후 위기 시대에 자연과 생명을 살리고, 갈등의 시기에 평화를 함께 노래하자는 메시지를 전달하였습니다. 
행복한미래교육포럼은 캄보디아의 아이들에게 책을 통해 꿈과 희망을 전달하기 위한 '꼬마도서관 선물하기' 프로젝트를 진행하고 있습니다. 이 사업을 통해 아이들이 평등하게 교육받을 권리를 확보하고, 열악한 환경에서도 건강하게 성장할 수 있도록 지속적인 참여와 후원을 호소하였습니다. 
최창의 대표는 위기청소년 지원을 위해서도 다양한 활동을 펼치고 있습니다. 
2012년, 경기도의회 교육의원으로 의회에서 학업을 중단한 청소년들이 학교 밖으로 나오면 국가로부터 기본적인 교육과 복지 혜택을 거의 받지 못하는 현실을 지적했습니다. 그는 학업이나 취업 지원, 심리적·정신적 상담 서비스, 빈곤 청소년들의 식사 제공 등을 위한 위기청소년 지원사업이 매우 취약하다고 강조하며, 학업중단 청소년들을 위한 대안교육 공간과 지원사업의 확대를 촉구했습니다. 
최근에는 위기청소년들의 일탈 행동을 개선하고 회복을 돕기 위한 프로그램과 기관이 절대적으로 부족하다는 점을 지적하며, 마음챙김 프로그램을 도입하여 청소년들이 희망의 사다리를 오를 수 있도록 지원하고 있습니다. 최창의 대표는 위기청소년들이 건강하게 성장하고 사회에 긍정적으로 기여할 수 있도록 다양한 지원과 프로그램을 마련하는 데 앞장서고 있습니다.
저서로는 '글쓰기가 좋아요 Ⅰ,Ⅱ', '마음껏 써 보세요', '글쓰기는 마음을 가꾸어주어요', '이야기꽃이 피었습니다' 등이 있으며, '글쓰기 교육의 이론과 실제 Ⅰ,Ⅱ권'을 엮기도 했습니다. 또한, 2022년에는 '최창의와 함께 걷는 교육 대전환의 새 길'을 출간하여 교육 현안과 정책에 대한 비판적 성찰과 대안을 제시하였습니다. 
그는 교육 현장과 정책 분야에서의 풍부한 경험을 바탕으로, 한국 교육의 발전과 혁신을 위해 지속적으로 노력하고 있는 교육자이자 정책가로 평가받고 있습니다.

## 경력
- 2021년 ~ 경기미래교육연구소 이사장,(사)행복한미래교육포럼 대표

세명대학교 특임교수
- 2018년 ~ 2020년 - 경기도율곡교육연수원장
- 2020년 ~ 2022년 - 경기교육희망네트워크 공동대표
- 2017년 ~ 2019년 - 교육부 교육자치정책협의회 위원, 징검다리교육공동체 이사
- 2017년 - 문재인대통령후보 새교육위원회 수석부회장
- 2010년 7월 ~ 2014년 6월 - 제 8대 경기도의회 교육의원
- 2009년 6월 - 제5대 경기도 교육위원회 예산결산소위원회 위원장
- 2007년 ~ 2009년 - 경기도교육청 교육정책 자문위원
- 2006년 8월 ~ 2010년 6월 - 제5대 경기도 교육위원회 교육위원
- 2002년 9월 ~ 2006년 7월 -  제4대 경기도 교육위원회 교육위원

## 학력
- 1980년 : 남성고등학교 졸업
- 1982년 : 전주교육대학 전문학사
- 1995년 : 한국방송통신대학교 국문과 학사
- 2002년 : 홍익대학교 대학원 교육정책학과 행정학 석사